# إراستوس دي. كالفر
إراستوس دي. كالفر هو قاضي ودبلوماسي ومحامي وسياسي أمريكي، ولد في 15 مارس 1803 في تشامبلاين في الولايات المتحدة، وتوفي في 13 أكتوبر 1889 في غرينويتش في الولايات المتحدة. نشط حزبياً في الحزب الجمهوري. وقد انتخب عضو جمعية ولاية نيويورك ‏ وانتخب عضو مجلس النواب الأمريكي ‏.